# 1681

## أحداث
- تأسيس مدينة تشارالافي [الإنجليزية] وتقع حاليا في فنزويلا.

## مواليد
- فيتاس بيرنغ
- 14 مارس - غيورغ فيليب تيليمان موسيقي ألماني. (توفي 1767 م).

## وفيات
- أوليفر بلانكيت
- البطريرك نيكون
- أحمد ابن أبي الرجال
- غريغوريوس عبد الجليل
- أحمد بن الحسن بن القاسم
- بيدرو كالديرون دي لا باركا